# Dar Salim
Dar Salim (ur. 18 sierpnia 1977 w Bagdadzie) – duński aktor irackiego pochodzenia. Występuje w produkcjach rodzimych i zagranicznych.

## Życiorys
Urodził się w Bagdadzie. Od 7. roku życia mieszka w Danii. Z wykształcenia jest pilotem i aktorem. Studiował grę aktorską m.in. w William Esper Studio w Nowym Jorku. W 2009 został nominowany do duńskiej nagrody Bodil za główną rolę w filmie Odejdź w pokoju, Jamil. W 2018 zdobył nagrodę na Festiwalu Filmowym w Tallinnie za główną rolę w filmie Til vi falder, w kategorii najlepsza rola męska. Występował w wielu serialach, m.in. Rząd i Gra o tron. W 2023 zagrał rolę afgańskiego tłumacza, Ahmeda, w filmie Guya Ritchiego Przymierze.

## Filmografia
filmy
- 2008: Odejdź w pokoju, Jamil (Gå med fred, Jamil) jako Jamil
- 2010: Submarino jako Goran
- 2012: Porwanie (Kapringen) jako Lars Vestergaard
- 2013: W prawdziwym życiu (Det andet liv) jako Mikael
- 2015: Wojna (Krigen) jako Najib Bisma
- 2016: Czas odwetu (Spuren der Rache) jako Hassan
- 2017: Darkland (Underverden) jako Zaid
- 2018: Til vi falder jako Adam
- 2022: Czarny Krab (Svart krabba) jako Malik
- 2022: Miłość dla dorosłych (Kærlighed for voksne) jako Christian
- 2023: Underverden 2 jako Zaid
- 2023: Przymierze (Guy Ritchie’s The Covenant) jako Ahmed
- 2024: Ukryty motyw (Vogter) jako Rami

seriale
- 2010–2011: Rząd (Borgen) jako Amir Dwian
- 2011: Gra o tron (Game of Thrones) jako Qotho (6 odcinków)
- 2013: Most nad Sundem (Broen) jako Peter (4 odcinki)
- 2015: American Odyssey jako Omar (2 odcinki)
- 2017: Zakładnicy z metra (Gidseltagningen) jako Adel (2 odcinki)
- 2018–2019: W pułapce (Ófærð) jako Jamal Al Othman (4 odcinki)
- 2019: Zbaw nas ode złego (Fred til lands) jako Milad (8 odcinków)
- 2022: Chłopcy (Drenge) jako Mikael (7 odcinków)
- 2024: Dżentelmeni (The Gentlemen) jako Felix (1 odcinek)